# Battaglia del Ganale Doria
La battaglia del Ganale Doria fu un confronto armato della guerra di Etiopia che si svolse sul fronte somalo nella zona del Giuba e che vide contrapposte le armate di Ras Destà Damtù e quelle del generale Rodolfo Graziani, governatore della Somalia. Dopo un primo infruttuoso attacco condotto dalle truppe etiopi, le truppe italiane contrattaccarono occupando una vasta sezione del Borana sino alla conquista del suo capoluogo Neghelli.

## La situazione sul fronte sud
Allo scoppio del conflitto, Graziani poteva contare in colonia su di un numero piuttosto esiguo di effettivi se paragonato a quello schierato in Eritrea, disponendo infatti di 55 000 uomini di cui poco meno della metà erano i nazionali. Il contingente schierato tuttavia, anche se di modeste dimensioni, aveva però il pregio di essere estremamente mobile, essendosi dotato Graziani di numerosi autocarri, automobili, carri armati, trattori e rimorchi.
Forte quindi della superiorità logistica, all'inizio delle ostilità Graziani optò per uno schieramento piuttosto flessibile: piccoli presidi disseminati lungo il confine da Dolo a Ual Ual con alle loro spalle, al comando del generale Luigi Frusci, i 27 000 uomini del corpo coloniale divisi in due gruppi, mentre ancora più indietro, a Baidoa, risiedeva la riserva autocarrata; ai 14 000 nazionali della 29ª Divisione fanteria "Piemonte" ("Peloritana") al comando del generale Giuseppe Pavone venne assegnato il compito di difendere i campi trincerati di Mogadiscio, Merca e Chisimaio..

Fronte sud: l'iniziale offensiva iniziale prevista dal piano Milano

Mentre il 3 ottobre 1935 De Bono varcava il Mareb, dando inizio alla campagna, Graziani mise in atto nell'Ogaden il "piano Milano", piano che prevedeva una serie di offensive limitate studiate appositamente allo scopo di occupare i presidi etiopici più importanti lungo il confine. Entro fine ottobre finirono quindi in mani italiane: Dolo, Scilave, Gherlogubi e Dagnarei, quest'ultima, posta sullo Uebi Scebeli, dopo uno scontro a fuoco piuttosto violento risolto con l'intervento decisivo della Regia Aeronautica. L'offensiva proseguì il 5 novembre quando, in attuazione del "piano Gorizia", venne attaccato da due colonne di 8 000 uomini il principale presidio a protezione della strada per Dagabur, Gorrahei, che però fu abbandonato dai difensori prima ancora che le truppe di terra potessero raggiungerlo poiché l'azione intensiva dei Caproni e dei caccia Fiat C.R.20 dell'aviazione italiana aveva messo in fuga le truppe abissine impossibilitate a potersi difendere adeguatamente in mancanza di copertura area. Nell'attacco gli aerei ferirono mortalmente il capo del presidio, il grasmac Afeuork. La successiva battuta di arresto subita lungo il fiume Faf ad Hamanlei dalle truppe del colonnello Pietro Maletti, impegnate nell'inseguire i fuggitivi e cadute in un'imboscata, segnò la fine momentanea dell'offensiva italiana.
Dopo aver rallentato l'attacco italiano nell'Ogaden e in contemporanea con l'occupazione del Tembién da parte di Ras Sejum, Ras Desta Damtù, comandante etiopico del fronte sud, decise di muovere battaglia alle truppe italiane che difendevano il presidio di Dolo e dopo una marcia di quasi 800 km dalle sue basi di partenza nel Sidamo e nel Borana giunse a contatto con le postazioni avanzate italiane nella seconda metà del dicembre 1935.

## La battaglia

### L'offensiva etiopica su Dolo
Le truppe di Ras Destà Damtù, quantificate secondo fonti italiane in 35 000 uomini (ma non più di 20 000 secondo fonti etiopiche) partirono da Neghelli con l'intento di aggirare il campo trincerato di Dolo, varcando il Daua Parma e puntando su Lugh per tagliare le linee di comunicazione fra Mogadiscio e Dolo o forse più, semplicemente, per eseguire un'azione diversiva al fine di alleggerire la pressione italiana nell'Ogaden che, nonostante la battuta d'arresto di Hamanlei, continuava a restare importante.
Allo scopo di sfuggire alla ricognizione degli aerei le truppe abissine furono divise in tre colonne: una, comandata dal greco Saba Karalasilis, procedeva lungo il Daua Parma lungo il confine con il Kenya britannico, la seconda si muoveva sulla pista che conduce ad Oddo, la terza percorreva la carovaniera che costeggia il Ganale Doria; contemporaneamente era pianificato un attacco delle truppe del degiac Merid lungo il corso dello Uebi Scebeli e sull'estrema sinistra dello schieramento di quelle del degiac Nasibù avevano il compito di muoversi contro i presidi di Gherlogubi e Gorrahei.

### Le contromosse di Graziani
Venuto a sapere dal servizio informazioni delle intenzioni degli etiopi, Graziani utilizzò l'intera aviazione della colonia per rintracciare nella boscaglia le colonne di armati abissini e, dopo averle individuate, diede l'ordine all'aviazione di attaccare ripetutamente le truppe avversarie al fine di fiaccarne la resistenza e di indebolirne lo slancio. Durante i bombardamenti condotti sia con armi convenzionali, sia con gas, rimase colpita anche l'unità medica svedese che seguiva le truppe del Ras Destà.
Mentre dal cielo la Brigata aerea mista dell'Aviazione della Somalia italiana della Regia Aeronautica. sotto il comando del generale Mario Bernasconi, martellava le colonne di armati etiopi, Graziani rinforzò il presidio di Dolo facendo erigere un campo trincerato di 64 km e dispiegando nella zona del Giuba 12 000 nazionali, 13 000 truppe coloniali, più di 1 000 mitragliatrici, 35 carri d'assalto, 1 300 autocarri e 46 cannoni sparsi nelle 150 postazioni di artiglieria del campo.
Graziani tuttavia non si limitò a rinforzare le proprie difese, ma ordinò anche due sortite allo scopo di parare l'attacco dei degiac Nasibù e Merid: una colonna di dubat al comando del tenente Prigiotti uscì da Dolo e, dopo aver attraversato 80 km di boscaglia, piombò sull'avamposto abissino di Lammascillindi mettendone in fuga la guarnigione, mentre una colonna di irregolari agli ordini di Olol Dinle partendo da Callafo e risalendo lo Uebi Scebeli giunse a Gabbà sbarrando il passo alle truppe del degiac Bejenè Merid. Grazie all'apporto dell'aviazione, le truppe del sultano degli Scieveli tennero la postazione sino al 30 dicembre creando un tale scompiglio da immobilizzare le truppe del degiac Merid che finirono con il desistere dal concorrere alla programmata offensiva.
Senza l'ospedale di supporto, ripetutamente colpita dall'aviazione italiana e decimata sia dalla penuria di cibo che dalle malattie, l'offensiva etiopica perse di slancio e quando le truppe giunsero a contatto con la prima linea delle difese italiane fra Sadei e il Ganale Doria gli abissini non erano più in grado di produrre alcuna azione di rilievo, se si esclude la conquista dell'avamposto di Amino posto a 60 km da Dolo avvenuta il 29 dicembre 1935.

### La controffensiva italiana
La posizione delle truppe etiopiche, insaccate fra i fiumi Ganale Doria, Daua Parma e lontane quasi 400 chilometri dalle loro basi logistiche, si fece estremamente critica. Graziani, dopo averne saggiato la resistenza, decise quindi di sfruttare la situazione propizia e di procedere a contrattaccare con una colonna completamente motorizzata forte di 14 000 uomini e quasi 800 mitragliatrici allo scopo di sfondare la linea avversaria, inseguire i nemici in fuga con l'obiettivo finale di giungere a Neghelli
Protetto dall'azione della Regia Aeronautica il governatore della Somalia diede il via alla controffensiva il 10 gennaio 1936; il piano prevedeva di dividere le sue truppe in tre colonne: la prima, al comando del luogotenente generale Augusto Agostini, aveva come obiettivo risalire il Daua Parma sino a Malca Murri per tagliare la strada ai fuggitivi impedendo che essi potessero rifugiarsi in Kenya o che potessero ricevere rifornimenti da oltre confine, la seconda, al centro, al comando del colonnello Martini doveva giungere a Filtù sulla strada che porta a Neghelli, la terza, posta sulla destra al comando del generale Annibale Bergonzoli, doveva arrivare a Bander risalendo il Ganale Doria, due colonne minori infine avevano obiettivi secondari più a nord. Nei primi giorni di battaglia le truppe etiopi fornirono una valida resistenza a Gogorù, Galgallò e all'uadi Ddei Ddei dove Martini restò bloccato due giorni, tuttavia, alla lunga, la superiorità di armamento e il contributo dell'aviazione ebbero la meglio sull'accanita difesa abissina: le truppe etiopiche sbandarono su tutto il fronte e finirono per ritirarsi disordinatamente.

### La conquista di Neghelli
Il 17 gennaio Graziani, visto lo sfaldamento delle truppe avversarie e il raggiungimento di tutti gli obiettivi prefissati, decise di puntare senza indugio su Neghelli, capoluogo del Borana, mettendosi personalmente al comando di una colonna celere di 2 000 uomini. Anche se la distanza da coprire era ancora considerevole, 250 km, non vi erano più ostacoli seri lungo la strada. La colonna, protetta dall'aviazione che eliminò i deboli presidi rimasti nelle retrovie, giunse a Neghelli che cadde il 20 gennaio 1936. Nel frattempo, quanto rimaneva delle truppe del ras Destà si era ritirato nelle foreste di Uadarà incalzato dalla colonna motorizzata del generale Bergonzoli e dall'aviazione della colonia. Il 22 gennaio, ritenuta conclusa la battaglia e reputando ormai sicuro il settore di Neghelli, Graziani tornò a Dolo lasciando il comando della zona a Bergonzoli.

## Conseguenze
La battaglia del Ganale Doria, pur avendo portato alla conquista del capoluogo del Borana e alla distruzione completa dell'armata del ras Desta Damtù che finì con il rimanere inattivo per tutto il resto della guerra sul fronte sud, non venne in seguito sfruttata da Graziani: Neghelli non divenne la base per un successivo balzo nel Sidamo su Irgalem da dove si sarebbe potuto minacciare da sud Addis Abeba e comunque comportò un ritardo nella pianificata offensiva su Harar che era l'obiettivo che lo stato maggiore aveva assegnato a Graziani all'inizio delle ostilità.